# Unió del Centre i la Democràcia Cristiana de Catalunya
Unió del Centre i la Democràcia Cristiana de Catalunya (UC-DCC) fou una coalició electoral formada a Catalunya per a les eleccions generals espanyoles de 1977, les primeres eleccions democràtiques. La componien els partits Unió Democràtica de Catalunya (UDC) i Centre Català. Aquesta coalició era recolzada per l'Equip de la Democràcia Cristiana, que no es va presentar com a tal a Catalunya.
Va obtenir 172.791 vots (5,67%) i dos diputats, tots dos per Barcelona, Anton Cañellas per UDC i Carles Güell de Sentmenat pel Centre Català. El primer es va integrar en el Grup parlamentari basc-català, mentre que el segon ho va fer en el Grup Mixt. Cañellas seguiria en la Minoria Catalana (creada l'octubre de 1977 després de la divisió del Grup basc-català), fins i tot després de la seva sortida d'UDC, fins al seu pas a final de legislatura al Grup de l'UCD. A finals de 1978, Cañellas va deixar UDC per formar la Unió Democràtica Centre Ampli, que es coalitzaria poc després amb Unió de Centre Democràtic i Unió del Centre de Catalunya, partit en el qual s'havia integrat el Centre Català, que finalment acabaria desembocant en la creació de Centristes de Catalunya-UCD. En 1979 UDC va formar la coalició Convergència i Unió amb Convergència Democràtica de Catalunya.

## Resultats electorals
| Any  | Vots    | %    | Escons  |
| ---- | ------- | ---- | ------- |
| 1977 | 172.791 | 0,94 | 2 / 350 |